# Annie Laurie Gaylor

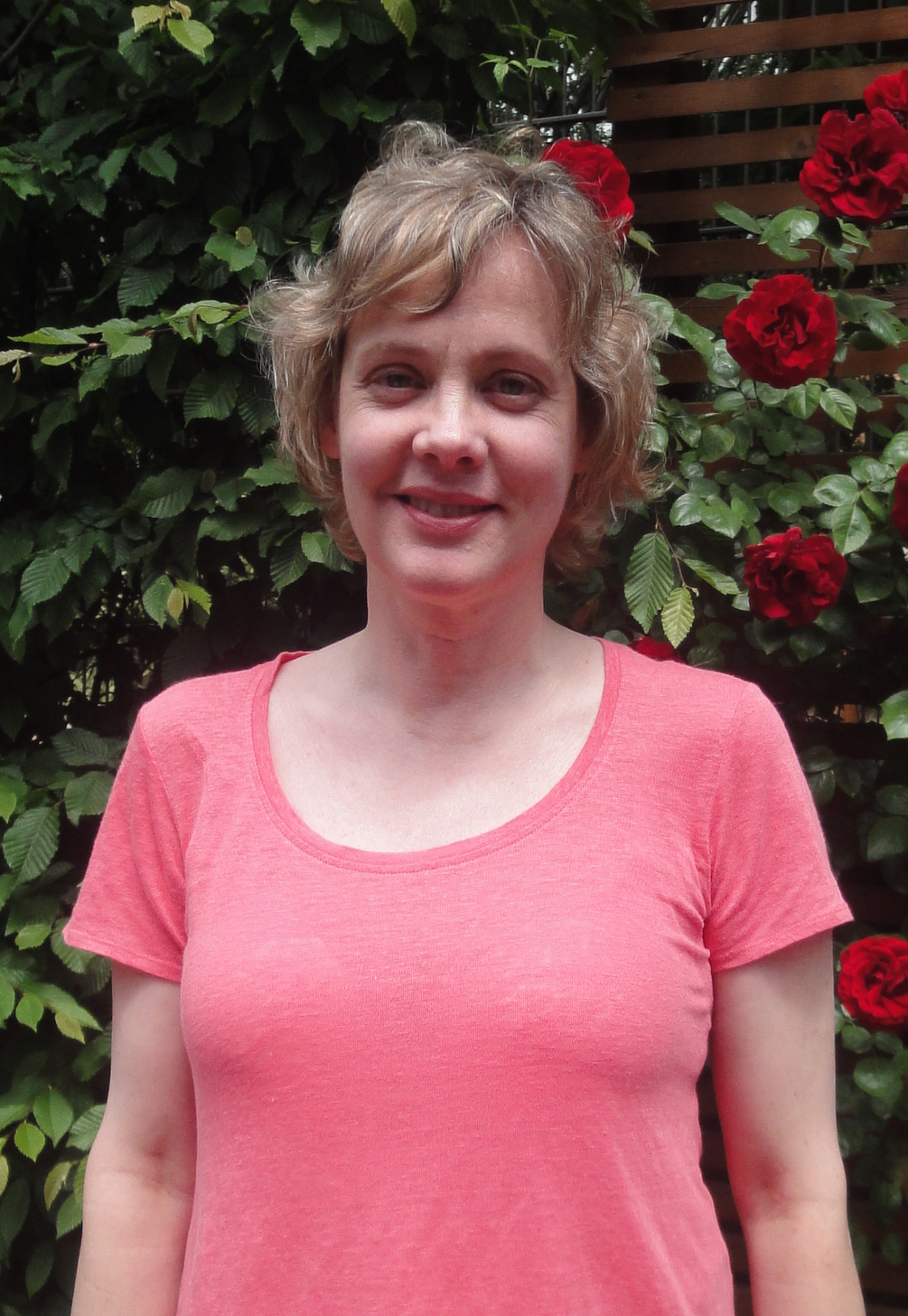
Annie Laurie Gaylor

Annie Laurie Gaylor (geboren 2. November 1955) ist eine amerikanische Atheistin, Säkular- und Frauenrechtsaktivistin und Mitbegründerin und derzeitige Co-Präsidentin der Freedom From Religion Foundation. Bis 2015 war sie Herausgeberin der Zeitung Freethought Today. Gaylor ist auch Autorin mehrerer Bücher.

## Leben
1977 führte Gaylor zusammen mit ihrer Mutter (Anne Nicol Gaylor) und feministischen Gruppen den Protest an, der zur Abberufung des Richters Archie Simonson führte, nachdem er eine Aussage gemacht hatte, in der er ein junges Mädchen für ihre Vergewaltigung verantwortlich machte. Gaylor und ihre verstorbene Mutter, Anne Nicol Gaylor, und der verstorbene John Sontarck gründeten 1978 bei einem Treffen am Esszimmertisch der Gaylors die Freedom From Religion Foundation (FFRF). Gaylor machte 1980 ihren Abschluss an der University of Wisconsin–Madison. Im Jahr 2010 erhielt Gaylor den Humanitarian Heroine Award von der American Humanist Association. Gaylor wurde als Rednerin zu Konferenzen eingeladen, darunter die Global Atheist Convention 2012 in Melbourne, Australien, und die Regionalkonferenz der Minnesota Atheists.